# Phân tích DFM cho in lito lập thể (SLA)

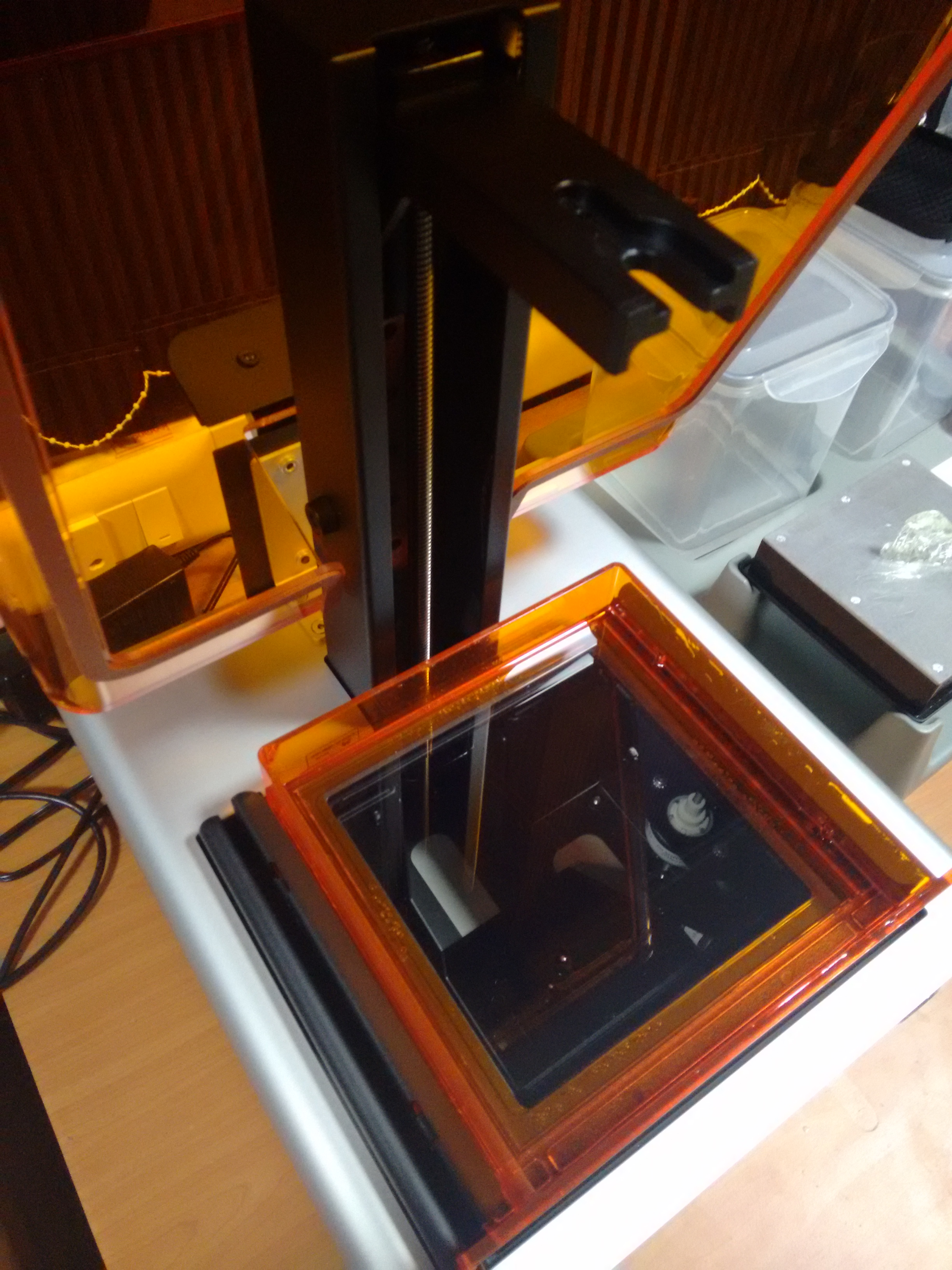
Cài đặt máy tính để bàn tạo mẫu nhanh bằng quy trình SLA

Trong thiết kế cho sản xuất đắp dần (DFAM), có cả hai chủ đề rộng (áp dụng cho nhiều quy trình sản xuất đắp dần) và tối ưu hóa cụ thể cho một quy trình AM cụ thể. Ở đây là phân tích DFM cho in lito lập thể, trong đó thiết kế để có khả năng chế tạo (DFM) được áp dụng trong việc thiết kế chi tiết (hoặc lắp ráp) được sản xuất bởi quá trình (SLA). Trong SLA, các chi tiết được chế tạo từ một loại nhựa lỏng có thể đông cứng khi được chiếu sáng được xử lý khi tiếp xúc với một chùm laser quét qua bề mặt của nhựa (quang trùng hợp). Các loại nhựa có chứa acrylate, epoxy và urethane thường được sử dụng. Các chi tiết và cụm phức hợp có thể được sản xuất trực tiếp trong một lần, ở mức độ lớn hơn so với các dạng sản xuất trước đó như đúc, tạo hình, chế tạo kim loại và gia công. Việc thực hiện một quy trình liền mạch như vậy đòi hỏi người thiết kế phải cân nhắc khả năng sản xuất của bộ phận (hoặc lắp ráp) theo quy trình. Trong bất kỳ quy trình thiết kế sản phẩm nào, các điều kiện DFM rất quan trọng để giảm thiểu sự lặp lại,lãng phí  thời gian và vật liệu.

## Những thách thức trong in lito lập thể

### Vật liệu
Thiết lập chi phí vật liệu cụ thể quá mức và thiếu hỗ trợ cho các loại nhựa của bên thứ 3 là một thách thức lớn với quy trình SLA:. Việc lựa chọn vật liệu (một quy trình thiết kế) bị hạn chế bởi loại nhựa được hỗ trợ. Do đó, các tính chất cơ học cũng được cố định. Khi mở rộng quy mô một cách có chọn lọc để đối phó với các ứng suất dự kiến, việc bảo dưỡng sau được thực hiện bằng cách xử lý thêm với ánh sáng UV và nhiệt. Mặc dù có lợi thế về tính chất cơ học, sự trùng hợp bồi đắp từ từ và liên kết ngang có thể dẫn đến sự co rút, cong vênh và ứng suất nhiệt dư. Do đó, phần này sẽ được thiết kế trong giai đoạn "xanh" của nó, tức là giai đoạn tiền xử lý.

### Thiết lập và xử lý
Quá trình SLA là một quá trình sản xuất đắp dần. Do đó, các cân nhắc thiết kế như định hướng, vĩ độ quy trình, cấu trúc hỗ trợ, v.v... phải được xem xét.
Định hướng ảnh hưởng đến cấu trúc hỗ trợ, thời gian sản xuất, chất lượng chi tiết và chi phí chi tiết. Cấu trúc phức tạp có thể không sản xuất đúng do định hướng không khả thi dẫn đến ứng suất không mong muốn. Đây là khi các hướng dẫn DFM có thể được áp dụng. Thiết kế tính khả thi cho phương pháp in lito lập thể có thể được xác nhận bằng phân tích  cũng như trên cơ sở mô phỏng và/hoặc hướng dẫn 

## Xem xét DFM dựa trên quy tắc
Các cân nhắc dựa trên quy tắc trong DFM đề cập đến các tiêu chí nhất định mà bộ phận phải đáp ứng để tránh thất bại trong quá trình sản xuất. Với kỹ thuật sản xuất từng lớp theo quy trình, không có bất kỳ ràng buộc nào về độ phức tạp tổng thể mà một phần có thể có. Nhưng một số quy tắc đã được phát triển thông qua kinh nghiệm của các nhà phát triển máy in / học viện phải được theo sau để đảm bảo rằng các tính năng cá nhân tạo nên một phần nằm trong một số giới hạn của tính khả thi.

### Giới hạn máy in
Ràng buộc/ hạn chế trong sản xuất bằng công nghệ SLA xuất phát từ độ chính xác của máy in, độ dày lớp, tốc độ hóa rắn, tốc độ in vv Các giới hạn máy in khác nhau sẽ được xem xét trong quá trình thiết kế như:
- Độ dày thành tối thiểu (được hỗ trợ và không được hỗ trợ): Độ dày của thành trong hình học bị giới hạn bởi độ phân giải của nhựa. Thành được hỗ trợ kết thúc với các thành khác. Bên dưới giới hạn độ dày, tường thành như vậy có thể cong trong khi bong tróc. Các bức tường không được hỗ trợ thậm chí còn dễ bị tách rời do đó giới hạn cao hơn là cho trường hợp này.
- Các bộ phận lồi (Chiều dài tối đa không được hỗ trợ và Góc không được hỗ trợ tối thiểu): Các đầu nhô ra là các đặc điểm hình học không được hỗ trợ vốn có trong phần. Chúng phải được hỗ trợ bởi các cấu trúc hỗ trợ. Có giới hạn tối đa khi cấu trúc không được cung cấp. Điều này là để giảm uốn theo trọng lượng bản thân. Các góc quá nông sẽ dẫn đến độ dài không được hỗ trợ (dự kiến). Do đó, một giới hạn tối thiểu về điều đó.
- Nhịp cầu tối đa: Để tránh sự võng các cấu trúc giống như dầm chỉ được hỗ trợ ở đầu, chiều dài nhịp tối đa của các cấu trúc đó sẽ bị giới hạn. Bất cứ khi nào điều này là không thể, chiều rộng nên được tăng lên để bù đắp.
- Đường kính trụ đỡ theo phương đứng tối thiểu: Điều này đảm bảo độ mảnh vượt quá giới hạn tại đó đối tượng địa lý trở nên lượn sóng.
- Kích thước tối thiểu của các rãnh và các chi tiết nổi: Đường rãnh được in và dập nổi là các đặc điểm nổi lên trên bề mặt chi tiết. Các tính năng được in với kích thước nhỏ hơn giới hạn không thể nhận ra.
- Khoảng hở tối thiểu giữa các dạng hình học: Điều này là để đảm bảo các bộ phận không bị chảy.
- Đường kính lỗ nhỏ nhất và bán kính cong: Đường cong nhỏ không thể thực hiện được bởi các kích thước in có thể bị bít lại hoặc mất sự mượt / chảy ra.
- Đường kính danh nghĩa thể tích tối thiểu bên trong: Các thể tích quá nhỏ có thể lấp đầy.

### Cấu trúc đỡ
Một điểm cần hỗ trợ nếu:

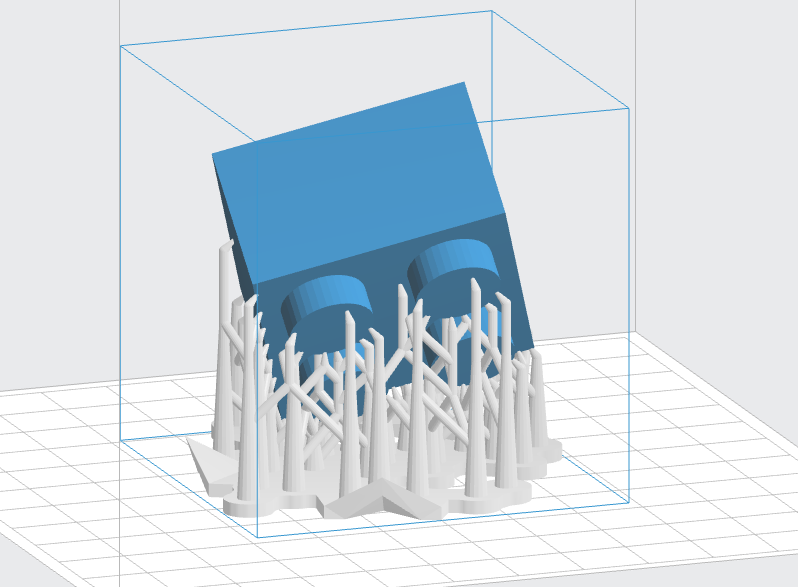
Đồ họa hiển thị cấu trúc hỗ trợ cho khối lego

- Nó là điểm mút của một cạnh chưa được hỗ trợ
- Chiều dài phần nhô ra lớn hơn giá trị tới hạn
- Là trọng tâm hình học của một mặt phẳng ít được hỗ trợ

Trong khi in, các cấu trúc hỗ trợ hoạt động như một phần của thiết kế do đó, những hạn chế và lợi thế của chúng được lưu ý trong khi thiết kế. Những xem xét chủ yếu bao gồm:
- Hỗ trợ dạng hình học góc nông: Góc nông có thể dẫn đến nhựa đông cứng không đúng (các vấn đề về cường độ kết cấu) trừ khi hỗ trợ được cung cấp thống nhất. Nói chung, ngoài một góc nhất định (thường là khoảng 45 độ), bề mặt không yêu cầu hỗ trợ.
- Nền nhô ra: Tăng độ dày của phần tại chân đế để tránh rách. Tránh chuyển tiếp nhọn ở cơ sở nhô ra.
- Các túi khí: Nếu không có hỗ trợ, các bộ phận in với một bề mặt phẳng và lỗ trong hình học có thể tạo ra bong bóng khí. Khi chi tiết được in, các túi khí này có thể gây ra khoảng trống trong mô hình. Cấu trúc hỗ trợ, trong trường hợp này, tạo ra các con đường thông qua đó các bong bóng khí có thể thoát ra.[10]
- Khả năng tương thích cấu trúc: Xem xét khả năng tương thích cấu trúc hỗ trợ cho bề mặt thể tích bên trong.
- Định hướng tính năng: Định hướng để đảm bảo phần nhô ra được hỗ trợ tốt.

### Định hướng lắng đọng chi tiết

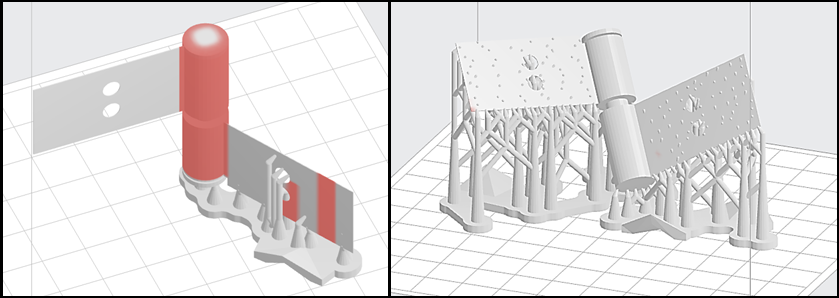
Tầm quan trọng của các cấu trúc và định hướng hỗ trợ trong quá trình SLA. Đối tượng, trong trường hợp đầu tiên, có vấn đề về sức mạnh và mất nhiều thời gian hơn để sản xuất hơn trong trường hợp thứ hai.

Định hướng chi tiết là một quyết định rất quan trọng trong phân tích DFM cho quá trình SLA. Thời gian xây dựng, chất lượng bề mặt, khối lượng / số cấu trúc hỗ trợ, vv phụ thuộc vào điều này. Trong nhiều trường hợp, cũng có thể giải quyết các vấn đề về sản xuất chỉ bằng cách định hướng lại chi tiết. Ví dụ, một đối tượng hình học nhô ra với góc nông có thể được định hướng để đảm bảo góc dốc. Do đó, những cân nhắc chính bao gồm:
- Hoàn thiện bề mặt: Định hướng chi tiết theo cách mà một tính năng trên bề mặt quan trọng bị loại bỏ. Theo quan điểm thuật toán, một bề mặt dạng tự do được phân tách thành sự kết hợp của các bề mặt phẳng khác nhau và trọng lượng được tính / gán cho mỗi mặt phẳng. Tổng trọng lượng được giảm thiểu cho bề mặt hoàn thiện tổng thể tốt nhất.
- Giảm thời gian xây dựng mô hình: Ước lượng thô của thời gian xây dựng được thực hiện bằng cách cắt lớp. Thời gian xây dựng tỷ lệ thuận với tổng diện tích bề mặt của mỗi lát. (Có thể được xấp xỉ như chiều cao của phần)
- Tối ưu hóa cấu trúc hỗ trợ: Khu vực được hỗ trợ thay đổi theo từng hướng. Trong một số định hướng, có thể giảm diện tích hỗ trợ.
- Dễ dàng bóc vỏ: Định hướng lại như vậy mà diện tích dự kiến của các lớp thay đổi dần dần làm cho nó dễ dàng hơn để bóc lớp đã đông cứng trong quá trình in ấn. Định hướng cũng giúp loại bỏ các cấu trúc hỗ trợ ở các giai đoạn sau.

## Xem xét DFM dựa trên kế hoạch
Các cân nhắc dựa trên kế hoạch trong DFM đề cập đến các tiêu chí phát sinh do kế hoạch xử lý. Những điều này sẽ được đáp ứng để tránh thất bại trong quá trình sản xuất một phần có thể đáp ứng các tiêu chí dựa trên quy tắc nhưng có thể có một số khó khăn trong sản xuất do trình tự trong đó các tính năng được tạo ra.

### Điều chỉnh hình học
Sửa đổi một số tính năng hình học không quan trọng của một chi tiết để giảm chi phí chế tạo và thời gian, và để tạo ra các nguyên mẫu chức năng bắt chước hành vi của các bộ phận sản xuất.

Chỉnh sửa hình học sẽ khắc phục sự khác biệt giữa vật liệu và phương pháp đã được mô tả ở trên. Liên quan đến cả vấn đề chức năng và khả năng chế tạo. Các vấn đề về chức năng được giải quyết thông qua việc 'điều chỉnh' các kích thước của bộ phận để bù lại sự bất thường về hành vi ứng suất và lệch hướng. Các vấn đề về sản xuất được giải quyết thông qua việc xác định khó khăn để sản xuất các thuộc tính hình học (một cách tiếp cận được sử dụng trong hầu hết các sổ tay DFM) hoặc thông qua các mô phỏng quy trình sản xuất. Đối với các bộ phận do RP sản xuất (như trong SLA), các công thức vấn đề được gọi là chỉnh sửa hình học (MPGT) / RP. Đầu tiên, nhà thiết kế chỉ định các thông tin như: mô hình CAD tham số của chi tiết; các ràng buộc và mục tiêu về đặc điểm chức năng, hình học, chi phí và thời gian; mô hình phân tích cho những ràng buộc và mục tiêu này; giá trị mục tiêu của mục tiêu; và ưu tiên của các mục tiêu. Vấn đề DFM sau đó được xây dựng khi người thiết kế điền vào mẫu MPGT với thông tin này và gửi đến nhà sản xuất, người điền vào thông tin 'liên quan đến sản xuất' còn lại. Với công thức hoàn thành, nhà sản xuất hiện có thể giải quyết vấn đề DFM, thực hiện GT của thiết kế một chi tiết. Do đó, MPGT là giao diện kỹ thuật số giữa nhà thiết kế và nhà sản xuất. Các chiến lược quy hoạch quy trình (PP) khác nhau đã được phát triển để điều chỉnh hình học trong quy trình SLA.

### Khung DFM
Các ràng buộc áp đặt bởi quá trình sản xuất được ánh xạ lên thiết kế. Điều này giúp xác định các vấn đề DFM trong khi khám phá các kế hoạch xử lý bằng cách hoạt động như một phương thức truy xuất. Các khung DFM khác nhau được phát triển trong nhiều tài liệu. Các khung công tác này có ích trong nhiều bước ra quyết định như:
- Phù hợp quy trình-sản phẩm: Đảm bảo xem xét các vấn đề về sản xuất trong giai đoạn thiết kế cung cấp thông tin chi tiết về liệu quy trình SLA có phải là lựa chọn đúng hay không. Tạo mẫu nhanh có thể được thực hiện theo nhiều cách khác nhau. Mối quan tâm thông thường là chi phí của quá trình và tính khả dụng. Thông qua khung DFM này, nhà thiết kế có thể thực hiện các thay đổi thiết kế cần thiết để giảm bớt khả năng sản xuất thành phần trong quy trình SLA.[13] Do đó, khung này đảm bảo rằng sản phẩm phù hợp với kế hoạch sản xuất.
- Nhận dạng tính năng: Điều này được thực hiện thông qua các nhiệm vụ lập kế hoạch quy trình tích hợp trong phần mềm CAD / CAM thương mại. Điều này có thể bao gồm các mô phỏng của quá trình sản xuất để có được một ý tưởng về những khó khăn có thể xảy ra trong môi trường sản xuất ảo. Những công cụ tích hợp như vậy đang trong giai đoạn phát triển.[cần dẫn nguồn]
- Các xem xét chức năng: Trong một số trường hợp, các chi tiết được in trực tiếp thay vì in riêng lẻ từng chi tiết. Trong những trường hợp như vậy, hiện tượng như dòng chảy của nhựa có thể ảnh hưởng đến chức năng đáng kể mà có thể không được giải quyết thông qua phân tích theo quy tắc. Trong thực tế, phân tích theo quy tắc chỉ để đảm bảo giới hạn của thiết kế nhưng kích thước của chi tiết cuối cùng phải được kiểm tra khả năng chế tạo thông qua xem xét dựa trên kế hoạch. Nghiên cứu đáng kể về mảng này đã được tiến hành từ thập kỷ trước.[14][15] Khung DFM đang được phát triển và đưa vào các gói.[16]